# 테일즈 오브 더 워킹 데드
《테일즈 오브 더 워킹 데드》(영어: Tales of the Walking Dead)는 AMC에서 2022년 8월부터 방영 예정인 미국의 좀비 옴니버스 드라마이다. 드라마 《워킹 데드》의 스핀오프 작품이다.